# Nihoa madang
Nihoa madang là một loài nhện trong họ Barychelidae. Loài này phân bố ờ New Guinea.